# Atractus vittatus
Atractus vittatus är en ormart som beskrevs av Boulenger 1894. Atractus vittatus ingår i släktet Atractus och familjen snokar. Inga underarter finns listade.
Arten förekommer i norra Venezuela i delstaten Aragua. Honor lägger ägg.